# Mavro Orbini
Mavro Orbini (1563-1614) fue cronista raguseo, notable por su obra El reino de los eslavos (1601) que influencio la historiografía e ideología eslava en los siglos posteriores.

## Vida
Orbini nació en Ragusa (la actual Dubrovnik en Croacia), la capital de la República de Ragusa, una ciudad-estado comerciante poblada por eslavos en la costa oriental del mar Adriático. Su familia eslava era originaria de Kotor (en la actual Montenegro), y su nombre en eslavo era escrito por él mismo como Mavar Orbin. Fue mencionado por primera vez en las fuentes que datan de 1592.
A los 15 años de edad, se unió a los benedictinos, y después de convertirse en monje, vivió durante un tiempo en el monasterio de la isla de Mljet, después en Ston, y en Hungría, donde fue el abad del monasterio benedictino de Bačka para un par de años. Luego regresó a Ragusa, donde pasó el resto de su vida.
Como la mayoría de los intelectuales dálmatas de su época, estuvo familiarizado con la ideología paneslava de Vinko Pribojević. Hizo una contribución muy importante a esta ideología escribiendo El reino de los eslavos en italiano, un libro histórico/ideológico publicado en Pesaro en 1601. Esta historia acrítica de los eslavos fue traducido al ruso por Sava Vladislavich en 1722, con un prólogo de Feofán Prokopóvich. A partir de entonces, el libro ejerció una influencia significativa en las ideas de los pueblos eslavos sobre sí mismos y sobre las ideas europeas sobre los eslavos.
Como Pribojević, Orbini unificó las identidades míticas ilirias y eslavas e interpretó la historia desde una posición mitológica paneslava. Dado que Orbini vivía en el mismo borde de las tierras libres eslavas, dio gloria a la multitud de los pueblos eslavos (principalmente rusos y polacos) para contrarrestar la agresividad de los imperios germánico, italiano (Venecia) y otomano.
Orbini también publicó un libro en «ilirio» (que significa «eslavo meridional» o «croata»), Espejo Espiritual (Zrcalo Duhovno, 1595), que era esencialmente una traducción de la obra italiana de Angelo Nelli. Este texto, traducido en el «idioma raguseo», como Orbin llama a la lengua vernácula eslava local tiene importancia cultural e histórica como un ejemplo de prosa croata del siglo xvi. Su trabajo es una de las pocas fuentes primarias sobre la batalla de Savra en 1385, aunque contiene muchos datos incorrectos e imprecisos sobre esta batalla.

## Legado
Además de su trasfondo ideológico, el trabajo principal de Orbini fue utilizado durante mucho tiempo como una de las pocas fuentes para segmentos de los últimos tiempos medievales de la historia de los eslavos meridionales, de Carintia y las tierras eslovenas a Serbia y Bulgaria. Incluso la historiografía actual es a menudo incierta acerca de cuánto hay de verdad en algunos de sus escritos y afirmaciones.
El trabajo de Orbini El reino de los eslavos fue también la principal fuente utilizada por Paisio de Hilandar para escribir su Istoriya Slavyanobolgarskaya, la obra más influyente para los principios de la historiografía búlgara, en 1762. Es referido en el libro como «un tal Mavrubir, un latino», y es generalmente desacreditado a pesar de ser citado a menudo.
Se le ha llamado el Tucídides de Dalmacia.

## Antropología
Orbini creía que los eslavos procedían de los godos en Escandinavia. También afirmó que los ilirios hablaban eslavo.  Se apoyó en la opinión de Pribojević de que Alejandro Magno y los macedonios eran eslavos.

## Obras
- De Ultimo Fine Humanæ Vitæ Vel Summo Bono, antes de 1590
- El reino de los eslavos (en italiano: Il regno degli Slavi), Pesaro, 1601.
- Zarcalo dvhovno... (Espejo espiritual...), de 1606 (publicado después en 1621 en Venecia y en 1703)